# Cascada del Molí
La Cascada del Molí és un salt d'aigua del terme municipal de Sant Quirze Safaja, de la comarca del Moianès. És al sector central-meridional del terme, prop del límit amb Sant Feliu de Codines. Es troba just a l'est de les ruïnes del Molí de Baix, a prop i al nord-oest del Gorg Negre, en el curs del Tenes.